# Casona Universitaria Pedro Carbo
La Casona Universitaria Pedro Carbo de la Universidad de Guayaquil es un edificio patrimonial de la ciudad de Guayaquil. Se ubica en las calles Chile y Chiriboga, en la parroquia Olmedo de la ciudad de Guayaquil. En la actualidad se usa como centro de difusión cultural.
La primera Casona Universitaria fue construida en el año 1898 bajo la administración del doctor Alejandro Lascano, hecha totalmente de madera, razón por la que fue consumida por un incendio cuatro años más tarde, el 17 de julio de 1902. El año siguiente, bajo la administración de Julián Coronel se inició la reconstrucción de la misma que duró tres años. El diseño del edificio fue hecho por el italiano Rocco Queirolo quien terminó los trabajos de la misma en el año 1906. 
Fue declarada como Patrimonio Cultural de la Nación el 26 de febrero de 1988, mediante un acuerdo ministerial que luego fuera ratificado por el ministro de Educación, Alfredo Vera, el 7 de junio de 1990. 

## Historia
El edificio en los tiempos de su inauguración correspondía a las instalaciones de la Universidad de Guayaquil. En este edificio se encontraban las facultades de Medicina y Jurisprudencia. 
En este edificio también ocurrió la masacre de 30 estudiantes universitarios el 29 de mayo de 1969, bajo el gobierno de José María Velasco Ibarra, cuando las fuerzas del gobierno ingresaron a la fuerza para desalojar a los estudiantes que protestaban por cambios en la dirección de la universidad y del país.

## Arquitectura
La Casona Universitaria presenta un diseño arquitectónico de influencia neoclásica y renacentista. Su puerta principal está enmarcada por dos columnas, además de estar decorada con ventanales rectangulares con arcos de medio punto en su fachada. La reja principal está hecha de hierro forjado con diseños decorativos que asemejan rosetones y flores.
La restauración moderna del edificio fue llevada a cabo por el arquitecto Rafael Arízaga.

## Decoración
En el Paraninfo de la Casona se encuentra un mural hecho por el pintor Oswaldo Guayasamín denominado "A la Gloria de Bolívar", además de una obra hecha en acrílico por los pintores Theo Constante e Iván Paredes que se encuentra en el tumbado del salón.